# 王凌波
王凌波（1888年—1942年），湖南省长沙府宁乡县枫木桥乡人，教育家，同何叔衡、姜梦周、谢觉哉三人一起被人们尊称为“宁乡四髯”。

## 生平
1888年，王凌波出生在湖南省长沙府宁乡县枫木桥乡（今灰汤镇）一个教师家庭。
1911年，王凌波毕业于湖南高等学堂。
1915年，王凌波应广东省河源县县长之邀出任河源县民政科科长。在任期间，励志：“不想做官，只想做个好人”。
1918年，王凌波返回家乡宁乡县在云山学校教书。
1921年，王凌波出任云山学校校长。王凌波继续实行“务勤崇朴，尽忠尚公”的新校训，废止跪拜孔子，禁止尊孔读经，宣传西学，尤其是自然科学。
1924年，王凌波被何叔衡介绍而加入中国共产党。励志：“单是做个好人还不够真正做人的意义，从此，便想努力做一个为大众服务的革命者”。
1926年国共合作时期，王凌波兼任中共在国民党省党部的党团副书记。
1929年到1935年，王凌波在上海从事中国共产党地下工作。
1930年9月，王凌波等17人在上海被捕，他化名黄德宣，被判刑一年半。
1935年2月，中共上海中央机关遭破坏，王凌波再次被捕入狱。
1937年，王凌波被释放之后奔走延安，同年被派驻长沙，担任八路军驻湘通讯处主任兼任新四军驻湘办事处主任。
1940年9月，王凌波和夫人姜国仁在长沙白沙井岭5号被国民党顽固派逮捕，关押在长沙警备司令部地牢。9月19日，押送桂林。在路上，王凌波诉说抗日救亡运动感动国民党连长和士兵，使得他被释放而逃脱。12月，王凌波被调回延安，出任延安行政学院副院长。
1942年，王凌波在行政学院因高血压中风引发脑溢血，抢救无效去世，终年54岁。

## 亲属
王凌波的夫人名叫姜国仁。王凌波与前妻育有两女一男，大女儿早年投身中共革命，病逝于延安。二女儿王雪寅在长沙市任教三十多年，2003年去世。儿子王燮权在中国人民解放军总参谋部某局任军政委，当前已经退休。

## 评价
陕甘宁边区主席兼任延安行政学院院长林伯渠评价王凌波说：“旧的学问和革命学问相结合，和新的学问——马克思主义相结合，蔚然发出奇光。凌波同志即是其中之一。”
谢觉哉赋诗称赞他：“海仇山恨累年年，誓作人豪不作仙。学得屠龙才待用，惯于履虎气无前。”
1962年，徐特立为王凌波墓重写碑文，称赞其：“凌波同志足为党员的模范。”